# 荒川パーキングエリア
荒川パーキングエリア（あらかわパーキングエリア）は、新潟県村上市にある日本海東北自動車道のパーキングエリアである。

## 概要

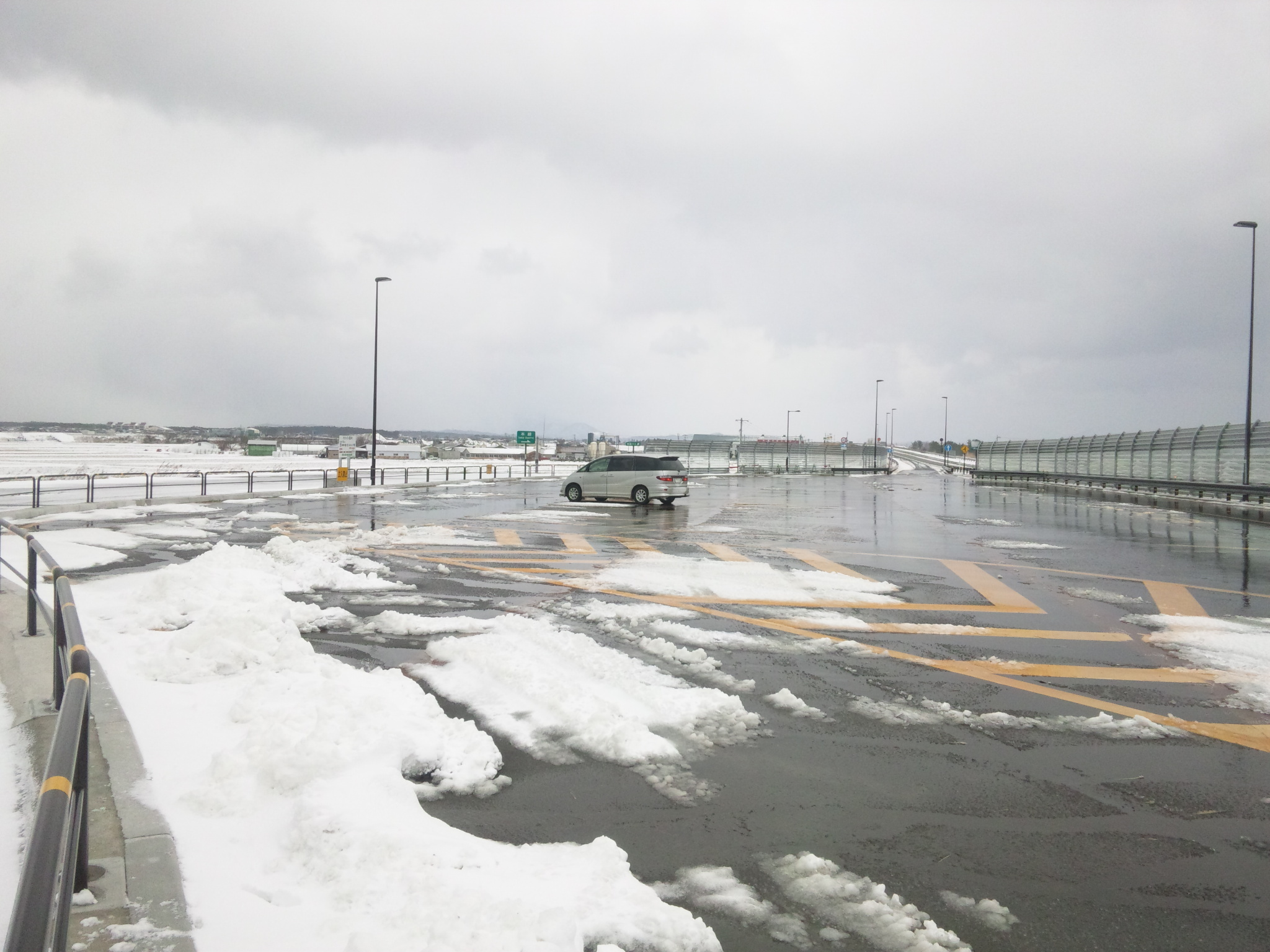
駐車スペース供用時のパーキングエリア(2013年1月26日撮影)

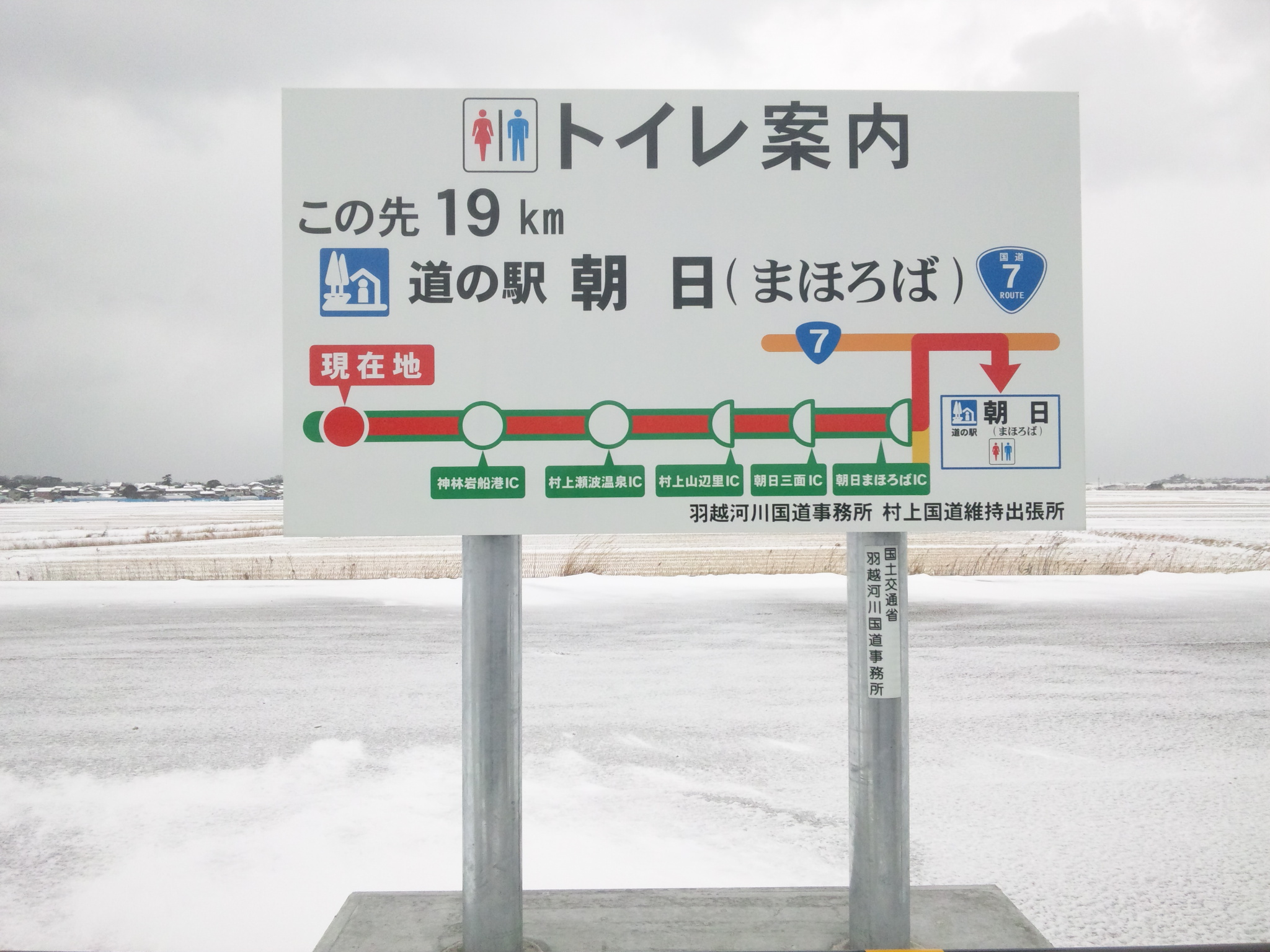
トイレがないことを示していた看板(2013年1月26日撮影)

2010年3月の荒川胎内IC - 神林岩船港IC間開通時には未供用だった。その後、公式な発表はないが、下り線のみに駐車スペースが供用されたが、当初はトイレが無かった。2015年6月頃に簡易トイレが設置された。2016年度に上下線でパーキングエリアとして整備され、2016年11月に供用開始が発表された。

## 歴史
- 2016年（平成28年）11月7日：上下線で供用開始 [2][3]。

## 施設

### 上り線（新潟方面）
- 駐車場
  - 小型 18台
  - 大型 7台
    - 障害者スペース 1台
- トイレ
  - 男性 大3（和式1・洋式2）・小4
  - 女性 11（和式1・洋式10）
    - 同伴の男児用 0

  - 身障者用（多機能トイレ）1
- 自動販売機

### 下り線（山形方面）
- 駐車場
  - 小型 12台
  - 大型 7台
    - 障害者スペース 1台
- トイレ
  - 男性 大3（和式1・洋式2）・小4
  - 女性 11（和式1・洋式10）
    - 同伴の男児用 0

  - 身障者用（多機能トイレ）1
- 自動販売機

## バスストップ
荒川バスストップ（あらかわバスストップ）は、現在の荒川パーキングエリア内にあった日本海東北自動車道上のバス停。

### 停車路線
当停留所は2013年5月16日より供用開始したが、収支状況が悪く赤字路線となっており、運行回数の調整等による収支の改善に努めてきたが改善が図れず、継続運行は困難と判断し、2016年9月30日をもって廃止された。
停車していた路線は、新潟交通グループの高速バス路線、県内線の新潟 - 村上線の1路線であった。
供用開始以前、新潟 - 村上線は荒川胎内IC以北は国道7号などの一般道路を経由していたが、同日より神林岩船港IC経由に経路を変更し、それに伴って当停留所での客扱いを開始し、旧路線の「坂町」、「平林」および「道の駅神林」の各バス停は廃止された。

### 県内線
- 新潟交通観光バス
  - 【廃止】新潟県庁 - 村上営業所線

## 隣
E7 日本海東北自動車道
(6)荒川胎内IC - 荒川PA（荒川BS） - (7)神林岩船港IC